# Denis Viana da Silva
Denis Viana da Silva (* 3. September 1986 in Cubatão), auch Denis Silva genannt,  ist ein brasilianischer ehemaliger Fußballspieler.

## Karriere
Denis Viana da Silva stand bis 2010 bei Mogi das Cruzes CA in Brasilien unter Vertrag. Im gleichen Jahr wechselte er nach Albanien, wo er sich KS Bylis Ballsh anschloss. Der Verein aus Ballsh spielte in der ersten Liga, der Kategoria Superiore. Von Januar 2012 bis Juni 2012 wurde er an den Ligakonkurrenten KF Skënderbeu Korça nach Korça ausgeliehen. Nach Vertragsende bei Ballsh war er von Januar 2013 bis August 2013 vertrags- und vereinslos. Ab September 2013 spielte er beim Erstligisten KS Kastrioti Kruja in Kruja. Für Kruja stand er vierzehnmal auf dem Spielfeld. Im September 2014 unterschrieb er einen Vertrag beim KF Adriatiku Mamurras. Mit dem Klub aus Mamurras spielte er in der zweiten albanischen Liga, der Kategoria e parë. AFC Eskilstuna, ein Verein aus Schweden, nahm ihn im März 2015 unter Vertrag. Mit dem Klub aus Eskilstuna spielte er in der zweiten schwedischen Liga, der Superettan. 2016 wurde er mit Eskilstuna Vizemeister der zweiten Liga. 2017 ging er nach Asien. Hier unterschrieb er einen Vertrag in Thailand beim Sisaket FC. Der Verein aus Sisaket spielte in der ersten Liga, der Thai League. Für Sisaket absolvierte er 22 Erstligaspiele. 2018 kehrte er nach Schweden zurück. Hier schloss er sich dem Drittligisten Syrianska FC aus Södertälje an. 2018 wurde er mit dem Verein Vizemeister und stieg somit in die zweite Liga auf. Anfang 2019 fand er keinen Verein mehr.

## Erfolge
AFC Eskilstuna
- Superettan: 2016 (Vizemeister)

Syrianska FC
- Division 1 (Schweden): 2018 (Vizemeister)